# Pratt & Whitney F119
Pratt & Whitney F119 — авиационный высокотемпературный турбореактивный двухконтурный двигатель с форсажной камерой и управляемым в вертикальной плоскости вектором тяги, разработанный компанией Pratt & Whitney для истребителя 5-го поколения Lockheed Martin F-22 Raptor.

## История
Апрель 1991 — F119 выбран для установки на F-22;
Декабрь 1992 года — первые статические испытания двигателя;
Сентябрь 1997 — первый полёт F-22 на двигателях F119;
Апрель 2005 года — МО США одобряет эксплуатацию двигателей.

## Устройство
Двухвальный двигатель с противовращением роторов высокого и низкого давления. 3 ступени компрессора низкого давления (КНД), 6 — КВД, камера сгорания, одна ступень турбины ВД и одна ТНД, форсажная камера, сопло, плоское управляемое сопло, охлаждаемое, конструкция также снижает РЛ-заметность. Двигатель имеет нижнее расположение коробки агрегатов.
F119 построен на базе F100 и имеет деталей меньше на 40 %, "сухая" тяга при этом на 50 % выше. Первая ступень компрессора полая, все ступени компрессора изготовлены по технологии блиск, монокристаллические, F119 первый двигатель с широкохордными лопатками.
Титановые роторы установлены на роликоподшипниках, диски с лопатками имеют зернистую структуру, лопатки охлаждаемые изнутри. 40% магистралей имеют гибкие трубопроводы

## Характеристики
- Тяга: 102,5 кН (~10500 кгс)
- Тяга на ФР: 156 кН (15876 кгс)
- Длина: 5,16 м
- Диаметр: 1,168 м
- Вес: 1770 кг
- Тяговооружённость: 8,95

## Варианты
- F119-PW-100